# カザガン
カザガンは、西チャガタイ・ハン国の突厥系、あるいは突厥化したモンゴル人アミール。

## 生涯
前半生は不詳。1345年宗主のカザンに反抗したが、失敗した。1346年に再度反乱を起こしてカザンを殺害し、マー・ワラー・アンナフルの実際の統治者となった。カザンを殺した後の傀儡の君主としてダーニシュマンドとなり、彼の殺害後は次いでバヤン・クリを擁立した。
カザガンがマー・ワラー・アンナフルを統治した1346年から1358年までの12年間、その支配域はアフガニスタンのクルト朝と北インドのトゥグルク朝まで拡張した。
1358年、貴族ボロルダイの子供に殺害された。カザガンの地位は、子のアブドゥッラーが継承した。
| スタブアイコン | サブスタブ | この項目は、まだ閲覧者の調べものの参照としては役立たない、人物に関連した書きかけの項目です。この項目を加筆・訂正などしてくださる協力者を求めています（P:人物伝/PJ:人物伝）。 |